# Edgar Santillán
Edgar Julián Santillán Oleas (Riobamba, 23 de junio de 1948)  es un profesor y expolítico ecuatoriano.

## Trayectoria
Inició su vida pública en 1975 como director de educación de la provincia de Napo.
En las elecciones seccionales de 1978 fue elegido prefecto provincial de Napo. En 1983 renunció al cargo para presentarse como candidato a diputado en representación de Napo en las elecciones legislativas del año siguiente, siendo efectivamente electo bajo el auspicio del partido Izquierda Democrática.
En 1997 fue elegido representante de Napo para la Asamblea Constituyente de 1997 por la Izquierda Democrática.
Para las elecciones seccionales de 2004 se presentó como candidato a la prefectura de Napo por la alianza entre la Izquierda Democrática y el Movimiento Popular Democrático, pero quedó en cuarto lugar con el 5.29% de los votos.
En años posteriores se desempeñó como presidente de la Junta Provincial Electoral de Napo.